# Stadsmuseum Steenwijk

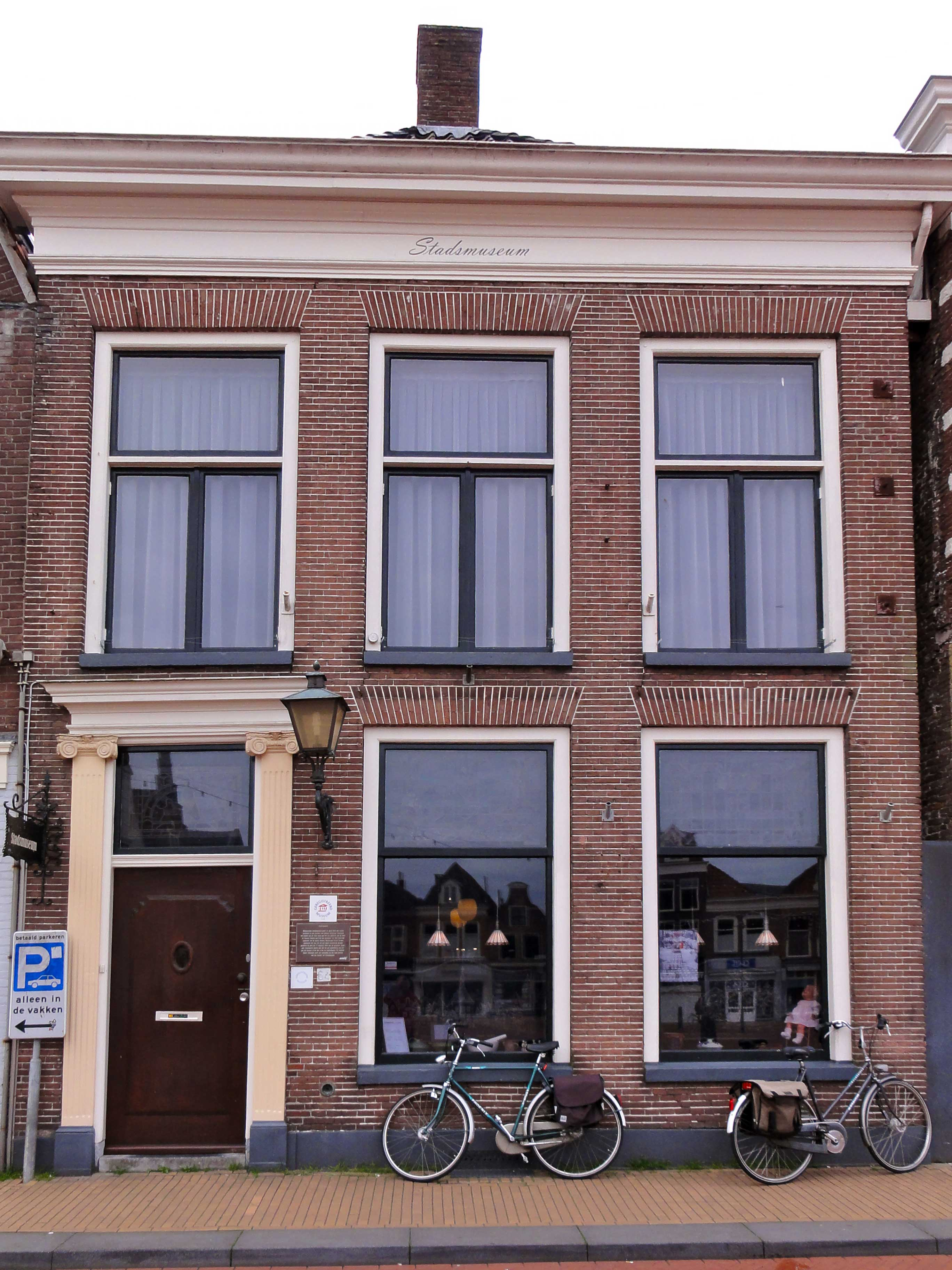
Stadsmuseum

Het  Stadsmuseum Steenwijk is een cultuurhistorisch museum aan de Markt in Steenwijk. Het museum met een collectie over de vroegere lokale economie van Steenwijk is gevestigd in het voormalige woonhuis van Margaretha Reiners, tegenwoordig een rijksmonument. 

## Geschiedenis
Margaretha (Grietje) Reiners leefde van 1878 tot 1945, ze was ongehuwd en woonde aan de Markt op nummer 48, een huis dat ze van een familielid geërfd had. Het huisnummer is later veranderd in 64.

Op 15 augustus 1945, vlak voor haar dood, liet ze een nieuw testament maken, waarin zij vastlegde dat ze haar huis met de gehele inboedel naliet aan een stichting die het huis als museum zou gebruiken. De eerste jaren werd alleen de voorkamer als museum gebruikt, later werd er een oudheidskamer in gebruik genomen. 

## Collectie
De collectie van het museum bestaat onder meer uit de inboedel van Grietje Reinders waaronder meubels, zilver- en koperwerk en porselein.
Ze omvat verder vijf onderwerpen die te maken hebben met de industrie van Steenwijk uit de 20ste eeuw: 
- De Eerste Steenwijkse Kunst-Aardewerk Fabriek (Eskaf) was een fabriek waar aardewerk werd gemaakt. Hij werd in 1909 opgericht.[2]
- Wildebras poppenfabriek. Voor de oorlog was het een tabaksfabriek, maar tijdens de oorlog was er geen tabak. Ze gingen lapjespoppen maken totdat de eigenaars, Henk en Arend Nolles, moesten onderduiken. Na de oorlog werden er weer poppen gemaakt, eerst van papier-maché en uiteindelijk ook van plastic, de naam veranderde in 't Poppenrijk.
- Monsieur meubelenfabriek was rond 1930 een fabriek/atelier met dertig werknemers.
- M. Bijkamp en Co (1925-1943) was een goud- en zilversmederij. Jan Meine Bijkamp (1846-1903) had het bedrijf overgenomen van zijn vader Meine. Het bedrijf bestond al sinds 1835; de zilversmidswinkel was op de Markt nummer 2 gevestigd.[3] Na het overlijden van Jan Meine werd de zaak overgenomen door twee zonen van zijn zuster. De winkel werd in 1957 gesloten, de werkplaats produceerde nog tot 1974.
- Steenwijker tabaksindustrie: Aan het einde van de 19de eeuw werden er twee sigarettenfabrieken in Steenwijk geopend, de nieuwe fabriek van Fa. B. Rijkmans en Zonen, De Tabaksplant, had rond 1900 133 mensen in dienst.